# James Watkins (militair)
James David Watkins (Alhambra (Californië), 7 maart 1927 - Alexandria (Virginia), 26 juli 2012) was een Amerikaans militair die de Chief of Naval Operations (Chef van de Marine) was van 1982 tot 1986 onder president Ronald Reagan. Van 1989 tot 1993 was hij als Republikein minister van Energie onder president George H.W. Bush. Tijdens zijn leven ontving hij tientallen prijzen en decoraties in zowel binnen- als buitenland. Watkins overleed op 26 juli 2012 op 85-jarige leeftijd aan de gevolgen van hartfalen.

## Onderscheidingen
- Officer Submarine Warfare insignia
- Office of the Joint Chiefs of Staff Identification Badge
- Defense Distinguished Service Medal
- Navy Distinguished Service Medal with gold award star
- Legion of Merit with two award stars
- Bronze Star with Valor device
- Navy Commendation Medal
- Navy Unit Commendation with one bronze service star
- Bronze Star
- Navy Meritorious Unit Commendation
- Navy Expeditionary Medal
- China Service Medal
- World War II Victory Medal
- National Defense Service Medal with one bronze service star
- Korean Service Medal
- Vietnam Service Medal with four bronze service stars
- Presidential Citizens Medal
- Navy Distinguished Public Service Award
- Orde van Verdienste voor de Staatsveiligheid, De Tong-il Medaille (Zuid-Korea)
- Orde van de Rijzende Zon (Japan)
- Grootofficier in de Orde van Verdienste voor de Marine (Brazilië)
- Republic of Korea Presidential Unit Citation (Zuid-Korea)
- Koreamedaille van de Verenigde Naties
- Vietnam Campaign Medal (Republic of Vietnam)
- Navy's Distinguished Public Award
- Ridder in de Orde van Malta

- Gemeinsame Normdatei: 142533785
- International Standard Name Identifier: 0000 0000 8307 2683
- Library of Congress Control Number: n79096281
- National Archives and Records Administration: 10581525
- SNAC: w6br99vv
- Virtual International Authority File: 111987730
- WorldCat: E39PBJhmDQFjtpJkwWV8btJhpP